# Corona di Carlo Magno

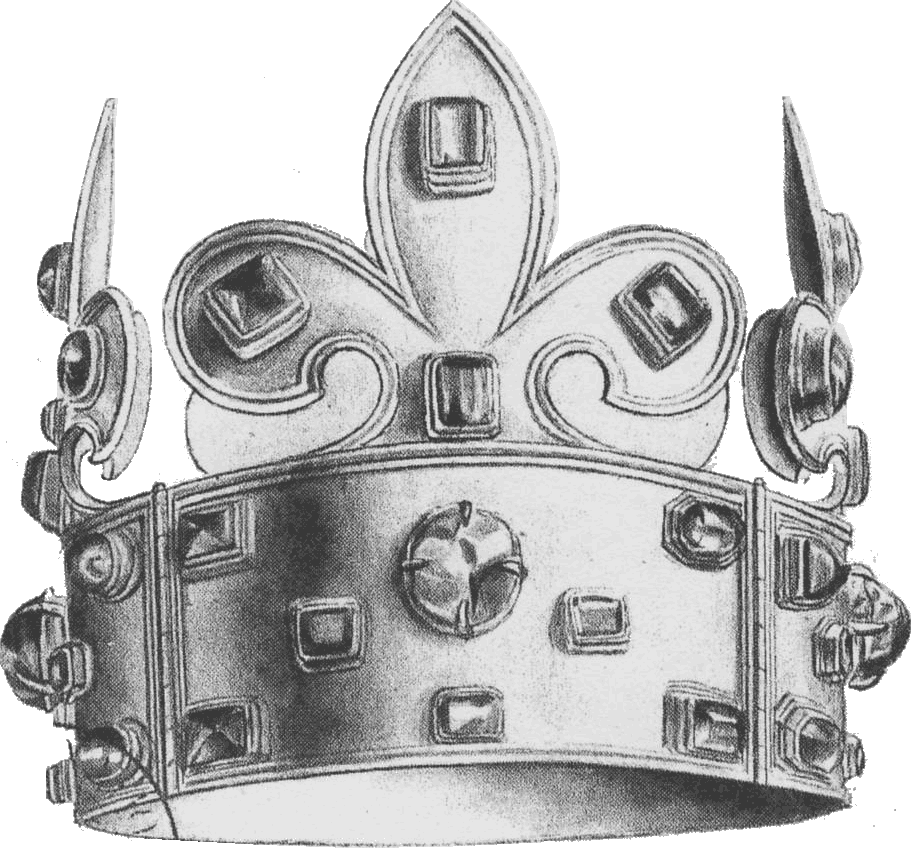
La corona di Carlo Magno, utilizzata fino al 1775 per l'incoronazione dei sovrani francesi.

La corona di Carlo Magno (in francese: Couronne de Charlemagne) fu l'antica corona dei re Franchi e, dal 1237 alla Rivoluzione Francese, dei re di Francia.

## Storia
Fu probabilmente creata come un semplice cerchietto di quattro piastre rettangolari curve e tempestate di gioielli per Carlo il Calvo, nipote di Carlo Magno, ma in seguito, quattro grandi gigli tempestati di gioielli furono aggiunti a queste quattro piastre originali, probabilmente da Filippo Augusto intorno al 1180 e sormontati da un cappuccio decorato con pietre preziose. A quell'epoca esisteva anche una corona simile ma aperta, quella della regina. Una di queste fu fusa nel 1590 dalla Lega cattolica durante l'assedio di Parigi. La corona rimanente fu utilizzata fino al regno di re Luigi XVI, che fu incoronato nel 1775 nella cattedrale di Reims. La corona di Giovanna d'Évreux fu poi utilizzata per l'incoronazione delle regine. 
I re francesi avevano anche le loro corone personali, indossate dopo l'incoronazione, durante il banchetto tenuto al palazzo del Tau, come la corona di San Luigi detta Sainte Couronne de France, di Enrico IV o di Luigi XIV che furono poi donate al tesoro della basilica di Saint-Denis vicino a Parigi, il tradizionale luogo di sepoltura della dinastia dei Capetingi.
Rimane solo una delle 11 corone personali dell'Ancien Régime, la corona di Luigi XV, realizzata per l'incoronazione di Luigi XV nel 1722, e 5 corone del XIX secolo. La corona dell'incoronazione, la corona di Carlo Magno, fu distrutta durante la Rivoluzione francese, come alcune delle insegne. Delle insegne dell'Ancien Régime, ad eccezione della corona di Luigi XV, sono sopravvissuti il trono di Dagoberto, la spada medievale dell'incoronazione dei re francesi Joyeuse, gli speroni, la spilla che si dice sia appartenuta a San Luigi, lo scettro d'avorio, chiamato Mano della Giustizia, lo scettro di Carlo V, così come l'antica coppa dei Tolomei (o calice dell'incoronazione) con la sua patena conservata a Reims.
La corona imperiale del Sacro Romano Impero o Reichskrone, probabilmente realizzata per l'incoronazione di Ottone il Grande nel 962 nelle officine del monastero imperiale di Reichenau, fu in seguito identificata anche come corona di Carlo Magno e come tale compariva sullo scudo dell'Arcitesoriere del Sacro Romano Impero e sulla sommità dello stemma degli imperatori asburgici, ad esempio nell'Hofburg di Vienna.
Quando Napoleone si proclamò imperatore dei francesi, chiamò anche la sua corona imperiale "Corona di Carlo Magno".

## Caratteristiche
Era un cerchio con otto placche ingioiellate, che raffigurano Dio e i personaggi dell'antico testamento. Era formata da una base d'oro sormontata da delle pietre preziose e da un arco gemmato composto da 12 pietre, che simboleggiano i 12 strati di pietre delle mura di Gerusalemme.